# 539 (numero)
Cinquecentotrentanove (539) è il numero naturale dopo il 538 e prima del 540.

## Proprietà matematiche
- È un numero dispari.
- È un numero composto con 6 divisori: 1, 7, 11, 49, 77, 539. Poiché la somma dei suoi divisori (escluso il numero stesso) è 145 < 539, è un numero difettivo.
- È un numero nontotiente in quanto dispari e diverso da 1.
- È un numero odioso.
- È parte delle terne pitagoriche (252, 539, 595), (539, 1140, 1261), (539, 1848, 1925), (539, 2940, 2989), (539, 13200, 13211), (539, 20748, 20755), (539, 145260, 145261).

## Astronomia
- 539 Pamina è un asteroide della fascia principale del sistema solare.
- NGC 539 è un galassia spirale della costellazione della Balena.

## Astronautica
- Cosmos 539 è un satellite artificiale russo.